# رولان بارت
رولان بارت (بالفرنسية: Roland Barthes) فيلسوف فرنسي، ناقد أدبي، دلالي، ومنظر اجتماعي. وُلد في 12 نوفمبر 1915، في شربور، وأصيب بالسل في مطلع حياته، ونال شهادة في الدراسات الكلاسيكية من جامعة السوريون عام 1939، ودرس في بوخارست، ومصر، وأصبح أستاذا للسميولوجيا عام 1976 في الكولج دي فرانس، وتعرض لحادث تُوفي على أثره في 25 مارس 1980.
ربما يشتهر بارت بمجموعة مقالاته لعام 1957 الأساطير، والتي تضمنت تأملات في الثقافة الشعبية، ومقاله عام 1967/1968 «موت المؤلف»، والذي انتقد فيه الأساليب التقليدية في النقد الأدبي. وخلال مسيرته الأكاديمية كان مرتبطًا بشكل أساسي بمدرسة الدراسات العليا في العلوم الاجتماعية (إي إتش إي إس إس) وكوليج دو فرانس.

## سيرته

### النشأة
ولد رولان بارت في 12 نوفمبر عام 1915 في بلدة شيربورغ في نورماندي. وقُتل والده الضابط البحري لويس بارت في معركة خلال الحرب العالمية الأولى في بحر الشمال قبل عيد ميلاد بارت الأول. وربته والدته هنرييت بارت وعمته وجدته في قرية أورت ومدينة بيونة. وفي عام 1924 انتقلت عائلة بارت إلى باريس، ولكن ارتباطه بجذوره الإقليمية بقي قويًا طوال حياته.

### سنواته كطالب
كان بارت طالبًا واعدًا كثيرًا، وقضى الفترة منذ عام 1935 حتى عام 1939 في جامعة السوربون، حيث حصل على إجازة جامعية في الأدب الكلاسيكي. وكان يعاني من اعتلال صحته طوال هذه الفترة إذ كان مصابًا بمرض السل، والذي غالبًا كان لا بد من علاجه في المصحات المعزولة. وأدت انهياراته الجسدية المتكررة إلى تعطيل مسيرته الأكاديمية، وهو ما أثر على دراسته وقدرته على إجراء الامتحانات المؤهلة. كما أعفي من الخدمة العسكرية خلال الحرب العالمية الثانية.
قضى معظم الفترة بين عام 1939 حتى عام 1948 بالدراسة للحصول على إجازة جامعية في القواعد وفقه اللغة، ونشر أوراقه البحثية الأولى وشارك في دراسة طبية، وواصل صراعه مع المرض. وحصل على دبلوم الدراسات العليا (ما يعادل تقريبًا درجة الماجستير عن طريق الأطروحة) من جامعة باريس في عام 1941 لعمله في المأساة اليونانية.

### مسيرته الأكاديمية المبكرة
في عام 1948 عاد إلى العمل الأكاديمي البحت، وحصل على العديد من المناصب القصيرة الأمد في معاهد في فرنسا ورومانيا ومصر. وخلال ذلك الوقت ساهم في الصحيفة اليسارية الباريسية كومبات، والتي نشأ منها أول عمل كامل له، وهو درجة الكتابة صفر (1953).
في عام 1952 استقر بارت في المركز الوطني الفرنسي للبحث العلمي، حيث درس علم المعاجم وعلم الاجتماع. وخلال فترة السنوات السبع التي قضاها هناك بدأ بكتابة سلسلة شعبية من المقالات نصف الشهرية لمجلة لي ليتر نوفيل، حيث حلل أساطير الثقافة الشعبية (جُمعت مقالاته في مجموعة الأساطير التي نُشرت عام 1957). ويتكون كتاب الأساطير من أربعة وخمسين مقالة قصيرة، معظمها كتب بين عامي 1954 و1956، وكان كتاب الأساطير انعكاسات ذكية للثقافة الشعبية الفرنسية بدءًا من تحليل منظفات الصابون إلى دراسة المصارعة الشعبية. ولم يكن بارت يعرف سوى القليل من اللغة الإنجليزية، ودرّس في كلية ميدلبوري في عام 1957 وصادق المترجم الإنجليزي ريتشارد هوارد في ذلك الصيف في مدينة نيويورك، وهو المترجم المستقبلي لكثير من أعماله.

### شهرته
قضى بارت أوائل الستينيات من القرن العشرين في استكشاف مجالات السيمياء والبنيوية، وترأس العديد من مناصب أعضاء هيئة التدريس في جميع أنحاء فرنسا، واستمر في إنتاج المزيد من الدراسات الكاملة. وتحدت العديد من أعماله وجهات النظر الأكاديمية التقليدية للنقد الأدبي والشخصيات الأدبية الشهيرة. وأدى تفكيره غير التقليدي إلى صراع مع أستاذ الأدب رايموند بيكار المعروف في جامعة السوربون، الذي هاجم النقد الفرنسي الجديد (وهو التصنيف الذي طبقه بشكل غير دقيق على بارت) بسبب غموضه وعدم احترامه لجذور فرنسا الأدبية. واتهم رد بارت في كتابه النقد والحقيقة (1966) النقد البرجوازي القديم بعدم الاهتمام بالنقاط الدقيقة في اللغة والجهل الانتقائي تجاه النظريات الصعبة، مثل الماركسية.
وبحلول أواخر ستينيات القرن العشرين كان بارت قد اكتسب شهرة كبيرة. وسافر إلى الولايات المتحدة واليابان، وألقى عرضًا تقديميًا في جامعة جونز هوبكنز. وخلال ذلك الوقت كتب أشهر أعماله وهو مقالة عام 1967 بعنوان «موت المؤلف»، والتي في ضوء التأثير المتزايد لفلسفة جاك دريدا التفكيكية أثبتت أنها قطعة انتقالية في تحقيقها في الغايات المنطقية للفكر البنيوي.

## روابط خارجية
- رولان بارت على موقع IMDb (الإنجليزية)
- رولان بارت على موقع الموسوعة البريطانية (الإنجليزية)
- رولان بارت على موقع مونزينجر (الألمانية)
- رولان بارت على موقع ألو سيني (الفرنسية)
- رولان بارت على موقع ميوزك برينز (الإنجليزية)
- رولان بارت على موقع أول موفي (الإنجليزية)
- رولان بارت على موقع قاعدة بيانات الأفلام السويدية (السويدية)
- رولان بارت على موقع إن إن دي بي (الإنجليزية)
- رولان بارت على موقع ديسكوغز (الإنجليزية)
- رولان بارت على موقع قاعدة بيانات الفيلم (الإنجليزية)